# 황병관
황병관(黃柄寬, 1919년~1952년 2월)은 대한민국의 레슬링 선수이다. 대한민국이 처음으로 참가한 올림픽인 1948년 하계 올림픽에 참가했다.

## 생애

### 광복 전
중앙고등보통학교를 거쳐 일본 메이지 대학을 졸업하였다. 중앙고등보통학교 재학 당시에 투포환 선수로 활동하다 레슬링선수로 전향한 뒤 1939년에 전일본레슬링선수권대회 미들급에서 우승하였다.

### 광복 후
1947년 제28회 전국체육대회 레슬링경기에서 우승하였고, 대한민국 레슬링 자유형 웰터급 국가대표로 발탁되어 1948년 영국 런던에서 열린 1948년 하계 올림픽에 참가하였다.그는 벨기에의 루이 퀼로를 꺾었으나 이집트의 아델 이브라힘 무스타파와 미국의 릴런드 메릴에게 패하면서 캐나다의 해리 피스, 스위스의 빌리 앙스트, 이란의 아바스 잔디와 함께 공동 7위로 대회를 마쳤다.
1948년 12월 대한레슬링협회 이사로 역임할 때에 한국체육관 레슬링부를 창설하여 후진 양성에 힘섰으고 1949년 대한체육회 창립30 주년 기념체육대회에 임하여 부민관 강당에서 188명에 대한 공로표창 중 경기공로장을 수여받았다.
이후 한국 전쟁 당시인 1952년 2월 대한청년단 동단부 특공대장으로서 부산에서 깡패 고영목(일명 마상찌)와 적산가옥 문제로 다투다가 그가 쏜 총을 흉부에 맞고 춘해외과로 이송되었으나 사망했다.

## 대중 문화
2002년부터 2003년까지 방영된 SBS 드라마 야인시대에서 박재웅과 함석훈이 황병관을 연기했다.